# Мітч Мічулка
Мітч Мічулка (англ. Mitch Michulka; нар. 1 січня 1969) — колишній американський тенісист.
Найвищу одиночну позицію світового рейтингу — 579 місце досяг 12 жовтня 1992, парну — 287 місце — 23 листопада 1992 року.

## Титули ATP Челленджер

### Парний розряд: (1)
| Ранг | Дата     | Турнір                                           | Покриття | Партнер    | Суперники                 | Рахунок  |
| ---- | -------- | ------------------------------------------------ | -------- | ---------- | ------------------------- | -------- |
| 1.   | Лис 1992 | Kuala Lumpur-2 Challenger Куала-Лумпур, Малайзія | Тверде   | Марк Петчі | Овен Кейсі Доналд Джонсон | 7–6, 6–1 |